# The Little Flower Girl's Christmas
The Little Flower Girl's Christmas è un cortometraggio muto del 1909 diretto da Lewin Fitzhamon.

## Trama
Un'orfana che vive lavorando come fioraia salva da una banda di teppisti un ricco benefattore.

## Produzione
Il film fu prodotto dalla Hepworth.

## Distribuzione
Distribuito dalla Hepworth, il film - un cortometraggio di 251 metri - uscì nelle sale cinematografiche britanniche nel dicembre 1909.
Si conoscono pochi dati del film che, prodotto dalla Hepworth, fu distrutto nel 1924 dallo stesso produttore, Cecil M. Hepworth. Fallito, in gravissime difficoltà finanziarie, il produttore pensò in questo modo di poter almeno recuperare il nitrato d'argento della pellicola.